# Síndrome de la boca de pino
El síndrome de la boca de pino es un complejo de síntomas que provoca alteración en el sentido del gusto (cacogeusia): mal sabor, causada por ingesta de piñones. La persona encuentra sabores desagradables inexistentes en esa sustancia. Una de las características principales de este síndrome es que se detecta sabor metálico. Esto sucede a las 12 a 48 horas de haberlos ingerido. Su duración oscila de varios días a dos semanas. Se agrava por consumo de cualquier otro alimento durante este período.
La Food and Drug Administration (FDA) (Administración de Alimentos y Medicamentos o Agencia de Drogas y Alimentos), del gobierno estadounidense, investigó y confirmó que es una reacción adversa a un alimento, diferente de una alergia clásica. Aún no está claro qué la provoca. Una de sus anormalidades consiste en disminución notable del apetito y del disfrute de los alimentos. No causa picazón, ni mareos, ni ronchas en la piel.
La reacción adversa al consumo de piñones y de otros frutos secos puede ocurrir en cualquier momento de la vida, pero en la mayoría de los casos aparece –y puede desaparecer– a partir los tres a cuatro años de edad. Este síndrome se relaciona con otras indisposiciones alimentarias: a los cacahuetes (cacahuates), al polen de los pinos.  Piñones, nueces, cacahuetes, almendras y avellanas son los frutos secos que ocasionan más problemas.